# Anatolischer Hirtenhund
Der Anatolische Hirtenhund (türkisch Çoban Köpeği [tʃɔ'ban kœpeʲi] Hirtenhund) war eine von der FCI anerkannte Hunderasse aus der Türkei (FCI-Gruppe 2, Sektion 2, Standard Nr. 331). Am 15. Juni 2018 erfolgte unter der FCI-Nummer 331, die bis dahin der Anatolische Hirtenhund hatte, die Veröffentlichung des ersten FCI-Standards des Kangal-Hirtenhunds.

## Der FCI-Standard
Der FCI-Standard ist außerhalb der Türkei „im Westen“ entstanden in einer Zeit, in der es in der Türkei keine kynologische Vereinigung und keine Zuchtbücher gab. Anatolische Hirtenhunde kamen nach Westeuropa und wurden dort gezüchtet. Unter diesen Prämissen hat die FCI am 10. April 1980 einen Standard aufgestellt. Von türkischen Züchtern wurde dieser heftig kritisiert und auch der Kynologe Hans Räber hielt ihn für revisionsbedürftig.
Räber schreibt über den Rassestandard der FCI: „Der FCI-Standard ist denn auch so abgefaßt, daß jeder hirtenhundähnliche Mischlingshund mit einer Schulterhöhe zwischen 71 und 81 cm als Anatolischer Hirtenhund an einer Ausstellung teilnehmen kann.“ Er verweist darauf, dass kein verantwortungsvoller Züchter Akbaş und Kangal kreuzen und so tun würde, als seien die Nachkommen reinrassig.
Aus diesem Grund hat am 15. Juni 2018 der Kangal-Hirtenhund den Anatolischen Hirtenhund als FCI-Rasse abgelöst. Der Türkische Zuchtverband, der für den Kangal-Hirtenhund verantwortlich ist, stellte klar, dass (in der FCI) nur noch mit solchen Hunden gezüchtet werden darf, die dem neuen Standard entsprechen. Papiere solcher Hunde können auch als Kangal-Hirtenhund umgeschrieben werden. „Falls dies nicht der Fall ist, sollten ihre Papiere unverändert bleiben, und diese Hunde dürfen NICHT als FCI-Rasse anerkannt werden.“ (Hervorhebung im Original)

## Beschreibung
Die FCI fasste unter dem Namen Anatolischer Hirtenhund verschiedene Hirtenhunde zusammen. Gemeinsam ist ihnen ein kurzes, glänzendes, anliegendes Deckhaar und ein Fellkragen, besonders bei Rüden. Alle Farben sind laut Standard zulässig. Bei einer Risthöhe (Schulter) der Rüden von bis zu 85 cm und einem Gewicht von 44 bis 64 kg ist er ein wehrhafter, imposanter Hund. Teilweise fällt er auch erheblich größer aus: 90 cm und bis 80 kg können vorkommen.
Gemäß FCI-Standard (bis Juni 2018) tritt dieser Hund mächtig, aufrecht und großrahmig auf. Er hat eine kraftvolle Gestalt, ist ein Hirtenhund mit breitem, kräftigem Kopf und dichtem, doppeltem Haarkleid. Der Körper ist kraftvoll, gut bemuskelt, jedoch nicht fett. Er sollte groß und ausdauernd sein. Ferner ist diese Rasse in der Lage, sich mit großer Geschwindigkeit auch längere Zeit fortzubewegen. Sehr bemerkenswert gleichmäßiger und harmonischer Bewegungsablauf mit fester, gerader Rückenlinie bei gut getragenem Hals und Kopf; dies ergibt den Eindruck eines Jägers auf der Pirsch.
Das Fell ist kurz oder halblang, dicht mit dicker Unterwolle. Aufgrund von klimatischen Bedingungen sind große Unterschiede der Haarlänge möglich. An Hals und Schulter etwas länger und dicker. Das Haarkleid tendiert im Winter zu größerer Länge als im Sommer.

## Wesen
Der Anatolische Hirtenhund ist ausgeglichen, mutig, misstrauisch gegenüber Fremden und sehr wachsam. Er ist im Normalfall ruhig, kann aber auch sehr wendig und schnell agieren. In der Dunkelheit ist seine Wachsamkeit gesteigert. Er zeigt sich gegenüber unbekannten Personen eher distanziert und reserviert und ist darum sehr an seine Familie gebunden. Als Herdenschutzhund agiert er meist sehr selbständig, entwickelt einen gewissen Eigensinn und ist oft dominant. Aufgrund dieser Eigenschaften ist es umso wichtiger, ihn konsequent und vor allem früh zu erziehen, da bei einer zu spät begonnenen Erziehung der Eigensinn und die Dominanz dieser Rasse überwiegt. Die Hunde zeigen ein territoriales Gebaren mit einem Anspruch auf Individualdistanz.

## Verwendung
Der Anatolische Hirtenhund ist ein Herdenschutzhund, ein Hund also, der die Herden selbstständig gegen Beutegreifer wie den Wolf verteidigt. Er wird aber auch als Wach- und Schutzhund verwendet. Ursprünglich diente diese Rasse meistens zum Bewachen von Schafen. Die Rasse bewacht Herden, die große Distanzen auf dem Anatolischen Plateau überwinden, wobei die Hunde unabhängig von jeglichem Wetter im Freien leben.
Er verteidigt seine Herde nicht nur, sondern ist eine der Hunderassen, der die potenziellen Feinde der Herde auch aktiv bekämpft. Er kann auch mehrere Tage ohne Fressen ausharren und weicht dabei nie von der Seite seiner Herde. Der Hirte bricht oft gemeinsam mit einer Gruppe von 2 bis 5 Hunden zu den Weideplätzen auf. Meist bleiben die Hunde mit den Schafen ganz allein draußen auf der Weide und passen auf, dass sich kein Viehdieb, egal ob Mensch oder Tier, ihrer Herde nähert.

## Gesetzliche Lage
Der Kangal, der gelegentlich zu dieser Rasse gezählt wird, gehört in Deutschland in einigen Bundesländern zu den Listenhunden. Er wird in Hamburg und in Hessen als gefährlich eingestuft. In Hamburg kann er durch einen Wesenstest von den Regelungen der Rasseliste befreit werden. Die Hessische Verordnung führt eine Rasse Kangal (Karabash) zusammen mit neun weiteren Rassen auf, deren Gefährlichkeit bis zum Beweis des Gegenteils amtlich vermutet wird. Der Import nach Deutschland ist nicht verboten.
In der Schweiz wird der Anatolische Hirtenhund auf der Rasseliste des Kanton Tessin geführt, seine Haltung ist dort bewilligungspflichtig.

## Hirtenhunde aus Anatolien
Der UKC erkennt sowohl den Akbaş als auch den Kangal als eigenständige Rassen neben dem Anatolischen Hirtenhund an. In der Türkei werden sowohl der Akbaş als auch der Kangal-Hirtenhund und der Kars-Hund jeweils als eigenständige Rassen betrachtet, eine Rasse Çoban Köpeği gibt es in der Rasseliste der FAO nicht. Akbaş, Kangal und Kars-Hund zählen in der Türkei zu den Hirtenhunden (Çoban Köpekleri), ohne dass mit diesem Begriff eine Rasse umschrieben wäre.